# Matematická věta
V matematice se jako věta označuje důležité netriviální a dostatečně obecné tvrzení neboli výrok.
Aby se však takové tvrzení dalo považovat za větu, je třeba podat jeho důkaz, to znamená logickým postupem ho odvodit z definic, axiomů a z již dříve dokázaných vět.
Důkaz se za součást věty nepovažuje, a k jedné větě může existovat i více různých důkazů. Přesto je dokazování různých tvrzení jednou ze základních metod práce matematiků. Důkaz totiž hraje v matematice a logice podobnou roli jako experiment v empirických vědách: pomáhá odlišit hypotézy, domněnky a nesmysly od nesporné jistoty.
Věta ve své první části obsahuje podmínky, které musí být pro její platnost splněny. Ty se často uvozují slovem nechť. Například „Nechť ABC je pravoúhlý trojúhelník v rovině...“ Poté následuje vlastní tvrzení, často uvozované slovem pak či potom. Například „...pak součet druhých mocnin délek jeho odvěsen se rovná druhé mocnině délky jeho přepony“ (Pythagorova věta).
Je důležité si uvědomit, že samotná druhá část ještě není úplnou matematickou větou - dané tvrzení může být pravdivé nebo nemusí podle toho, jaké předpoklady jsou či nejsou splněny. Například citovaná Pythagorova věta by nemusela platit pro pravoúhlé trojúhelníky na nějaké zakřivené ploše, takže předpoklad rovinnosti trojúhelníku je podstatný.
Věta se někdy také označuje jako teorém z řeckého theorein (pozorovat). Jindy se tvrzení charakteru věty označují jako lemma (pomocná věta sloužící především k důkazu jiného tvrzení), pozorování či důsledek (věty vcelku jednoduše plynoucí z něčeho již dokázaného).